# Poecilopsis robsonii
Poecilopsis robsonii là một loài bướm đêm trong họ Geometridae.